# Agabetes
Agabetes is een geslacht van kevers uit de familie  waterroofkevers (Dytiscidae).
Het geslacht is voor het eerst wetenschappelijk beschreven in 1873 door Crotch.

## Soorten
Het geslacht omvat de volgende soorten:
- Agabetes acuductus (Harris, 1828)
- Agabetes svetlanae Nilsson, 1989